# Аддиего Бруно, Рафаэль
Рафаэль Хосе Аддие́го Бруно (исп. Rafael José Addiego Bruno; 23 февраля 1923, Сальто, Уругвай — 20 февраля 2014, Монтевидео, Уругвай) — уругвайский юрист и государственный деятель, и. о. президента Уругвая (1985).

## Биография
Родился в семье эмигрантов из Италии: Николаса Аддиего и Кармелы Бруно.
В 1950 году получил высшее юридическое образование, был принят на службу клерком в офисе мирового суда 3-го судебного участка Монтевидео.
- 1954—1965 гг. — мировой судья 4-го судебного участка Монтевидео,
- 1965—1974 гг. — судья первой инстанции по гражданским делам,
- 1974—1984 гг. — председатель второго судебного состава Высшего арбитражного суда,
- 1984—1993 гг. — председатель Верховного суда Уругвая,
- февраль—март 1985 г. — и. о. президента Уругвая. На этом посту способствовал переходу от власти военных к гражданскому правлению, восстановлению должности вице-президента.

Также занимал пост председателя уругвайской ассоциации судей.
С февраля 1993 года в отставке.